# Vila Embratel
 Vila Embratel é um bairro da cidade de São Luís, capital do estado do Maranhão. Possui esse nome devido a existência de uma torre da Embratel, empresa de telecomunicações do grupo Claro. O bairro registra altos índices de violência, sendo considerado por muitos um dos lugares mais tomados pela criminalidade em São Luís.  Entretanto, possui várias atividades artístico-culturais, também sendo um polo de tradição.

## História
Em 1980, cerca de 3500 pessoas foram realocadas do bairro Sá Viana para esse terreno, ainda pouco ocupado, devido ao grande crescimento da UFMA. Porém, a região é ocupada desde a década de 1960, quando reuniu moradores dos bairros Goiabal, afetados por um incêndio. Inicialmente, a Vila Embratel foi chamada de Novo Sá Viana e Vila do Amor, mas teve seu nome atual decidido em plebiscito no ano de 1979. Historicamente, o bairro foi negligenciado pela prefeitura, havendo falta de direitos básicos, como saneamento e energia elétrica, justamente por ser considerado uma periferia e marginalizado, assim como seus habitantes.

## Localização
A Vila Embratel está localizada na região do Itaqui-Bacanga, no sudoeste do município de São Luís. Faz fronteira com os bairros do Anjo da Guarda, Sá Viana, Gapara e Vila Isabel, todos pertencentes a área do Porto do Itaqui. Está a 6km do centro da cidade, sendo esse mais um motivo para o descaso governamental.

## População e cultura
Além da criminalidade, a Vila Embratel também é muito conhecida pela sua forte cultura, com  a prática do tambor de crioula e da rima, além de diversos projetos visando a identidade cultural maranhense.Segundo o Censo do IBGE, o bairro possui 23.506 habitantes, a maioria possuindo baixa renda, constando até o impressionante número de 1.576 moradores com até 70 reais de renda.